# Colônia São Lourenço
A Colônia São Lourenço foi fundada no Rio Grande do Sul em 1858 pelo alemão Jacob Rheingantz. Lá se estabeleceram imigrantes alemães na sua grande maioria da Pomerânia e da Renânia, ambas províncias do Império Prussiano (Prússia) de então. Se situava em terras do município de Pelotas em área que hoje se encontra no município de São Lourenço do Sul.
Após o falecimento de Jacob Rheingantz em 1877 a colônia foi administrada, por um curto período, por seu filho mais velho e depois por seu genro, o Barão von Steinberg, por 13 anos. Depois dele se sucederam outros dois filhos por curto período de tempo. A viúva de Jacob Rheingantz, D. Carolina, vendeu finalmente todos seus direitos sobre a colônia em 1898 a Jacob Scholl.
A Colônia São Lourenço era subdividida em picadas e as picadas em lotes que tinham dependendo da topografia em torno de 100 braças de frente (220 metros) por 1000 braças de fundo, perfazendo uma área de 48,4 hectares cada lote. Na realidade onde a topografia era mais acidentada esta medida variou bastante e com o passar do tempo foram vendidas muitas colônias com apenas 50 braças de frente contendo então metade desta área inicial.
Além das 8 léguas quadradas que Rheingantz comprou do Governo Imperial teve que adquirir várias outras áreas para garantir o acesso à colônia. Também mais tarde comprou áreas adjacentes de vizinhos chegando a Colônia São Lourenço a somar por ocasião de sua morte 12 léguas quadradas, ou seja 52.320 hectares com uma população de aproximadamente 6 mil pessoas.  A população da Colônia São Lourenço na virada do século XX era de 12.000 pessoas.